# Tous les chats sont gris
Pour le film finlandais, voir Tous les chats sont gris (film, 2010).
Pour plus de détails, voir Fiche technique et Distribution.
Tous les chats sont gris est un film dramatique belge réalisé par Savina Dellicour et sorti en 2014, en Belgique en 2015 et en France en 2016. 

## Synopsis
Un détective privé, persuadé d'être le père biologique d'une adolescente qu'il surveille depuis sa naissance, se fait engager par cette dernière pour découvrir… qui est son "vrai père". Emu, et piégé, l'homme accepte de l'accompagner dans cette étrange quête.

## Fiche technique
- Titre : Tous les chats sont gris
- Réalisation : Savina Dellicour
- Scénario : Savina Dellicour, Matthieu de Braconier
- Musique : Wim Coryn
- Costumes : Sabine Zappitelli
- Producteurs : Valérie Bournonville, Joseph Rouschop
- Pays d'origine :  Belgique
- Genre : Drame
- Budget : 2 000 000 €
- Dates de sortie :
  - Italie : 25 novembre 2014 (Festival du film de Turin)
  - Belgique : 29 avril 2015
  - France : 15 juin 2016

## Distribution
- Bouli Lanners : Paul
- Manon Capelle : Dorothy
- Anne Coesens : Christine
- Dune de Braconier : Marie-Anne
- Danièle Denie : la mère de Christine
- Alain Eloy : Michel
- Aisleen McLafferty : Claire
- Jacques Picron : le curé
- Erika Sainte : la vendeuse magasin de vêtements
- Benoît Verhaert : Ralph
- Alexandre von Sivers : le père de Christine

## Prix et distinctions

### Récompenses
- Prix du Public au Festival international du premier film d'Annonay 2015 au cinéma[2]
- Best International Film Award 2015 au cinéma au Festival international du film de Santa Barbara[3]
- 6e cérémonie des Magritte du cinéma 2016[4] :
  - Magritte du premier film
  - Magritte de la meilleure actrice dans un second rôle pour Anne Coesens

### Nominations
- 6e cérémonie des Magritte du cinéma 2016[5] :
  - Meilleur film
  - Meilleur réalisateur
  - Meilleur acteur pour Bouli Lanners
  - Meilleur espoir féminin pour Manon Capelle
  - Meilleurs décors
  - Meilleurs costumes
  - Meilleur montage